# Planowane drogi w Polsce
Artykuł opisuje planowane drogi w polskich miastach i regionach. Poniższa lista nie uwzględnia planowanych odcinków autostrad, dróg ekspresowych oraz obwodnic miast, jeżeli ma być to jedyna miejska obwodnica.

## Miasta
| Miasto              | Faza projektowania                                                                             | Faza koncepcji |
| ------------------- | ---------------------------------------------------------------------------------------------- | --- |
| Białystok           | układ drogowy na os. Bagnówka                                                                  | Nowa Łomżyńska, Nowa Młynowa, Dojlidy Fabryczne (nowy przebieg), przedłużenie ul. Komisji Edukacji Narodowej do Produkcyjnej, przedłużenie Wiewiórczej do drogi do Olmont, przedłużenie Myśliwskiej do lotniska Krywlany, łącznik Paderewskiego-Filipowicza |
| Olsztyn             | NDP, Nowobałtycka                                                                              | łącznik Wilczyńskiego-Warszawska, Nowogrunwaldzka, łącznik Krasickiego-obwodnica, łącnzik os. Generałów-Brzeziny |
| Warszawa            | układ drogowy na Placu Defilad, Trasa Mostu Północnego (Kasprowicza-S7),                       | Trasa Mostu Północnego (odc. wschodni), Trasa Olszynki Grochowskiej, Obwodnica Pragi, Aleja Tysiąclecia, Trasa Tysiąclecia, Trasa NS, Most na Zaporze |
| Kraków              | Trasa Pychowicka, Trasa Zwierzyniecka, Trasa Ciepłownicza, Trasa Nowobagrowa, Trasa Wolbromska | m.in. 8 Pułku Ułanów, Nowo-Bartla, Trasa Balicka, Trasa Galicyjska (6 Sierpnia), ul. Miłosza, Arctowskiego, przedłużenie ul. Saskiej |
| Gdańsk              | Nowa Świętokrzyska, Nowa Wałowa (etap II), Nowa Abrahama                                       | m.in. Nowa Bulońska Południowa (Warszawska-Świętokrzyska), Trasa PP, Nowa Podmiejska, Nowa Małomiejska, Nowa Sandomierska, Nowa Politechniczna, Nowa Wyzwolenia, Nowa Gdańska, Zielony Bulwar, Nowa Jabłoniowa, Nowa 3 Maja, Nowa Spacerowa, Nowa Chmielna  |
| Gdynia              |                                                                                                | Obwodnica dzielnicy Witomino, ul. Jana Nowaka-Jeziorańskiego |
| Toruń               |                                                                                                | Trasa Wschodnia (Plac Daszyńskiego-Grudziądzka), Trasa Nowomostowa, Trasa Staromostowa, Trasa Średnicowa Północna (Szosa Chełmińska-Szosa Okrężna), Trasa Średnicowa Podgórza, Trasa Zachodnia (Most Zachodni)                                              |
| Bydgoszcz           |                                                                                                | Nowomazowiecka, obwodnica Kapuścisk (Nowotoruńska-Chemiczna), obwodnica południowo-wschodnia |
| Płock               |                                                                                                | obwodnica północno-zachodnia (Łukasiewicza-Szpitalna, łącznik z ul. Zglenickiego), most w Popłacinie |
| Lublin              | przedłużenie Lubelskiego Lipca`80, przedłużenie ul. Zelwerowicza                               | przedłużenie ul Węglarza, przedłużenie ul. Głębokiej |
| Rzeszów             | Wisłokostrada                                                                                  | łącznik Warszawska-Krakowska, Obwodnica Północna, Obwodnica Południowa |
| Wrocław             | Trasa Północna (Poświęcka-Krzywoustego)                                                        | m.in. Aleja Wielkiej Wyspy (Krzywoustego-Mickiewicza), Śródmiejska Trasa Południowa, Oś Inkubacji, Trasa Lotniskowa, Trasa Olimpijska, Łącznik Gądowski |
| Poznań              |                                                                                                | I rama komunikacyjna, III rama komunikacyjna, Dolna Głogowska |
| Katowice            |                                                                                                | m.in. połączenie 73 PP z węzłem "Janów" i A4, Nowo-Grundmanna, przedłużenie ul. Bocheńskiego na południe, przedłużenie ul Stęślickiego do al. Korfantego, zachodnia obwodnica                                                                               |
| Opole               | Trasa Średnicowa                                                                               | Obwodnica Piastowska, Obwodnica Południowa |
| Gliwice             |                                                                                                | obwodnica południowa (Bojkowska - Rybnicka), Obwodnica dzielnicy Ostropa |
| Zabrze              | Nowohagera                                                                                     | Nowopiłsudskiego, Nowokorfantego, Nowopaderewskiego |
| Chorzów             |                                                                                                | nowy przebieg DK79 |
| Bytom               |                                                                                                | BCT |
| Ruda Śląska         |                                                                                                | Trasa NS (DTŚ- Goduli) |
| Radom               |                                                                                                | Trasa NS - etap III (Żeromskiego - Energetyków), etap Centralny (Młodzianowska-Grzecznarowskiego) |
| Szczecin            | Trasa Północna etap III                                                                        | Obwodnica Śródmiejska etapy VII, VIII, IX; połączenie Obwodnicy Śródmiejskiej z ul. Autostrada Poznańska, połączenie pomiędzy ul. Floriana Krygiera a ul. Gdańską w układzie drogowym Międzyodrza, łącznik Szafera-Sosabowskiego                            |
| Suwałki             |                                                                                                | Trasa Zachodnia |
| Elbląg              |                                                                                                | Trasa Wschodnia etap II |
| Kalisz              |                                                                                                | Szlak Bursztynowy etap II |
| Gorzów Wielkopolski |                                                                                                | obwodnica północna (ul. Kamienna) |
| Zielona Góra        |                                                                                                | obwodnica zachodnia, Trasa Aglomeracyjna etap II |
| GZM                 |                                                                                                | DTŚ Wschód (Katowice ul. Lwowska-Jaworzno), DTŚ Południe (Mysłowice – Dąbrowa Górnicza) |

## Województwa
Poniższa lista nie obejmuje autostrad i dróg ekspresowych oraz obwodnic miast w ciągach dróg krajowych i wojewódzkich.
| Województwo    | Projektowane                                                | Postulowane          |
| -------------- | ----------------------------------------------------------- | -------------------- |
| mazowieckie    | Paszkowianka, 721 bis                                       | most w Józefowie     |
| małopolskie    |                                                             | nowy przebieg DW964  |
| podkarpackie   | Przemyśl-Arłamów                                            |                      |
| dolnośląskie   | Wschodnia Obwodnica Wrocławia (ul. Grota-Roweckiego-A4)     |                      |
| świętokrzyskie |                                                             | nowy przebieg DW 740 |
| śląskie        | Droga Główna Południowa, Droga Regionalna Racibórz-Pszczyna |                      |
| pomorskie      | Via Maris, OPAT                                             |                      |